# Газимагомедов, Ахмед Омарович
Ахме́д Ома́рович Газимагоме́дов (1 сентября 1966, с. Рощино, Курский район, Ставропольский край, РСФСР, СССР) — российский дзюдоист-паралимпиец, выступавший в весовой категории до 65 килограмм, серебряный и бронзовый призёр Паралимпийских игр, чемпион мира. Заслуженный мастер спорта России среди спортсменов с нарушением зрения. Ныне — тренер по дзюдо среди слабовидящих детей.

## Награды
- Заслуженный мастер спорта России (1992).